# Hiperuates
Hiperuates fue general (strategos) de la liga Aquea en la Antigua Grecia durante un año únicamente, entre 226 a. C. y 225 a. C.. Aunque ejerció el mando de la Liga, de hecho estuvo acompañado por su predecesor, Arato de Sición.
Durante su mandato, mientras estaba en curso la guerra de Cleómenes contra Esparta, la Liga Aquea perdió Mantinea, y fue derrotada en la batalla de Dime (226 a. C.) por el ejército de Cleómenes III.
Al año siguiente fue sucedido por Timóxeno al frente de la Liga.